# COME ON BABY!
「COME ON BABY!」（カモン・ベイビー）は、フットボールアワーの後藤輝基がGO☆TO名義でリリースしたシングル及び楽曲。2012年7月18日によしもとミュージックから発売された。

## 背景
GO☆TOはバラエティ番組「ノブナガ」で誕生したミュージシャンであり、2010年に着うたで「今は東へ」を配信した。「今は東へ」は同番組の司会を務めていた今田耕司と東野幸治の名前からとられている。本シングルには2012ver.が収録されている。
「COME ON BABY!」は同番組で共演していた小倉優子の妊娠をきっかけにGO☆TOが作詞作曲を行い製作された。なお、小倉優子は本シングルのリリース前の6月5日に出産している。

## 収録曲
出典：
| 全作詞・作曲: GO☆TO。 |                                         |           |            |                   |      |
| #                     | タイトル                                | 作詞      | 作曲・編曲 | 編曲              | 時間 |
| 1.                    | 「COME ON BABY!」                       | GO☆TO     | GO☆TO      | Jun Isaji         | 3:13 |
| 2.                    | 「今は東へ ～2012ver.～」               | GO☆TO     | GO☆TO      | Hidekazu Sakamoto | 2:49 |
| 3.                    | 「COME ON BABY!」(Instrumental)         | GO☆TO     | GO☆TO      |                   | 3:13 |
| 4.                    | 「今は東へ ～2012ver.～」(Instrumental) | GO☆TO     | GO☆TO      |                   | 2:47 |
| 合計時間:             | 合計時間:                               | 合計時間: | 12:02      |                   |      |